# Westerdykella rapa-nuiensis
Westerdykella rapa-nuiensis är en svampart som beskrevs av Stchigel & Guarro. Westerdykella rapa-nuiensis ingår i släktet Westerdykella och familjen Sporormiaceae.   Inga underarter finns listade i Catalogue of Life.